# فورزا هورایزن ۴
فورتزا هورایزن ۴ (به انگلیسی: Forza Horizon 4) یک بازی ویدئویی مسابقه‌ای جهان باز است که توسط پلی‌گراند گیمز توسعه یافته و توسط استودیو مایکروسافت منتشر شده و تحت انحصار مایکروسافت است. پس از معرفی در نمایشگاه رسانه و تجارت ای۳ سال ۲۰۱۸، این بازی در ۲ اکتبر ۲۰۱۸ برای ایکس‌باکس وان و مایکروسافت ویندوز منتشر شد. نسخهٔ بهبودیافته این بازی در ۱۰ نوامبر ۲۰۲۰ بر روی ایکس‌باکس سری اکس/اس عرضه شد. این بازی در بریتانیا جریان دارد. این بازی چهارمین عنوان از مجموعه فورزا هورایزن و یازدهمین عنوان از مجموعه فورتزا است. تغییر مهم این بازی نسبت به نسخه‌های سابق، اضافه شدن قابلیت فصل‌ها است.
همچنین این بازی در فروشگاه استیم موجود است. دنباله آن، تحت عنوان فورتزا هورایزن ۵، در ۹ نوامبر ۲۰۲۱ منتشر شد.
فورزا هورایزن ۴ با نمره ۹۲/۱۰۰ برای ایکس‌باکس وان در متاکریتیک بالاترین نمره بین تمام مجموعه فورزا هورایزن را داراست.

## روند بازی
فورتزا هورایزن ۴ یک بازی ویدئویی مسابقه‌ای است که در یک فضای جهان باز مستقر در بریتانیا ساخته شده است، و مناطقی شامل نمایندگی متراکم ادینبرو، دریاچه (از جمله Derwentwater) , Ambleside و Cotswolds (از جمله برادوی)، و غیره و در حال حاضر بیش از ۷۰۰ اتومبیل دارای لایسنس دارد. این بازی دارای یک خالق مسیر است که بازیکنان را قادر می‌سازد مسابقات را با استفاده از مسیرهای کاملاً سفارشی ایجاد کنند. این بازی در یک دنیای مشترک هماهنگ اتفاق می‌افتد، در مقایسه با "drivatars" قبلی خود که توسط هوش مصنوعی هدایت می‌شود، و هر سرور از ۷۲ بازیکن پشتیبانی می‌کند. این بازی در حالت آفلاین نیز قابل بازی است. بازیکنان این فرصت را دارند که خانه‌های درون بازی را خریداری کنند که قفل موارد جدید مانند اتومبیل و هدیه‌های بازی را باز می‌کند، از جمله Horizon Promo و امکان سفر سریع (به انگلیسی Fast Travel) به هر نقطه از نقشه.
این بازی از یک سیستم آب و هوایی پویا بهره می‌برد که تغییر فصل را نیز به تصویر می‌کشد. محیط جهان بسته به فصل تغییر خواهد کرد: به عنوان مثال، آب دریا در زمستان منجمد می‌شود و به بازیکنان امکان رانندگی روی یخ را می‌دهد تا به مناطقی از دنیای بازی برسند که در تمام فصول دیگر غیرقابل دسترسی باشد. فصل‌ها در سرورهای بازی ثابت می‌شوند، به این معنی که همه بازیکنان همزمان شرایط یکسانی را تجربه می‌کنند. پس از اتمام یک سری پیشگفتار از رویدادها که بازیکنان را با هر چهار فصل آشنا می‌کند، فصول مشترک جهان هر هفته تغییر می‌کنند و تغییرات روزهای پنجشنبه در ساعت ۲:۳۰ بعد از ظهر به وقت گرینویچ ۲:۰۰+ اتفاق می‌افتد. تغییرات فصل به بازیکنان در بازی با ساعت شمارش معکوس اخطار داده می‌شود، که پس از اتمام، یک برش کوتاه سینمایی نشان می‌دهد که تغییر فصل قبل به فصل جدید انجام می‌شود، اگرچه فیلمبرداری برای بازیکنانی که در اواسط هستند به تأخیر می‌افتد.
این بازی دارای بیش از ۷۵۰ خودروی دارای مجوز از برندهای خودرو است. بازیکنان این فرصت را دارند که خانه‌های درون بازی بخرند که قفل آیتم‌های جدید، ماشین‌ها و امتیازات بازی، از جمله Horizon Promo و امکان سفر سریع به هر نقطه از نقشه را باز می‌کنند.
یک رویداد یا فعالیت با بازگشت از فورتزا هورایزن ۳، چرخ‌های چرخشی چرخهای جوایزی با پاداشهای تصادفی اعم از اتومبیل، اعتبار (ارز داخل بازی)، احساسات، شاخ و لباس هستند. پاداش چرخ چرخ از پیشرفت در داستان و تکمیل چالش‌های فصلی خاص برخوردار است. اینها را می‌توانید در فروشگاه Forzathon نیز خریداری کنید. Super Wheelspins، نسخه‌های پیشرفته Wheelspins با جوایز بهتر، همچنین برای تکمیل بخشهایی از داستان و چالش‌های فصلی در نظر گرفته شده است. Super Wheelspins را می‌توانید در #Forzathon Shop نیز خریداری کنید. همچنین با بازگشت از دو بازی گذشته، Drum & Bass label Hospital Records یک موسیقی متن موسیقی متشکل از ۲۰ قطعه اصلی از هنرمندان مختلف برچسب، و همچنین یک آهنگ منتشر نشده توسط Fred V & Grafix با عنوان «طلوع آفتاب» را ارائه داد که برای سینما افتتاحیه بازی ساخته شده است. آلبوم موسیقی متن فیلم در ۲۶ اکتبر ۲۰۱۸ منتشر شد.
این بازی دارای موسیقی متن دالبی اتموس است.
به دلیل مشکلات صدور مجوز، وسایل نقلیه میتسوبیشی موتورز و تویوتا (از جمله مارک لکسوس به استثنای برخی از کامیون‌های مسابقه‌ای آفرود و کامیون‌های سفارشی و سوبارو BRZ) در بازی اصلی حضور نداشتند، اما به روزرسانی‌های منتشر شده در سال ۲۰۱۹ این مارک‌ها را دوباره معرفی کرد. میتسوبیشی در تاریخ ۱۵ ژانویه ۲۰۱۹ با انتشار محتوای قابل دانلود رایگان میتسوبیشی موتورز اتومبیل بازگشت. در همان روز، اما دو احساس رقص (کارلتون و فلوس) به دلیل پرونده‌های قضایی که توسط سازندگان آن رقص‌ها علیه اپیک گیمز به دلیل استفاده از رقص به عنوان احساسات در بازی فورتنایت بتل رویال، از بازی حذف شد. در ۱۹ نوامبر ۲۰۱۹، حساب رسمی توییتر Forza Motorsport اعلام کرد که اتومبیل‌های تویوتا در تاریخ ۱۲ دسامبر با عرضه تویوتا سوپرا RZ 1998 در سری ۱۷ نسخه بروز شده فورتزا هورایزن ۴ به سری فورتزا بازمی‌گردند.